# جماعة الأحرار
جماعة الأحرار (بالأردية: جماعت الاحرار) هي جماعة جهادية مسلحة إنشقت عن حركة طالبان باكستان في أغسطس 2014.

## التأسيس
في سبتمبر 2014 أعلن زعيم طالبان باكستان الملا فضل الله عزل القائد عمر خالد خراساني من منصبه. إتهم عمر خالد قيادة طالبان باكستان بالانحراف وأعلن عن تأسيس جماعة جديدة تحت مسمى جماعة الأحرار.

## وصلات خارجية
- جماعة الأحرار الباكستانية على الجزيرة.نت